# Quercus benkoi
Quercus benkoi là một loài thực vật có hoa trong họ Cử. Loài này được Mátyás miêu tả khoa học đầu tiên năm 1970.